# Prîtîseanske, Vînohradiv
Prîtîseanske (în ucraineană Притисянське) este un sat în comuna Fâșca din raionul Vînohradiv, regiunea Transcarpatia, Ucraina.

## Demografie
Componența lingvistică a localității Prîtîseanske
     Ucraineană (95,97%)
     Maghiară (3,23%)
     Alte limbi (0,81%)
Conform recensământului din 2001, majoritatea populației localității Prîtîseanske era vorbitoare de ucraineană (95,97%), existând în minoritate și vorbitori de maghiară (3,23%).